# Osvaldo Baliza
Osvaldo Alfredo da Silva, detto Osvaldo Baliza (Tanguá, 9 ottobre 1923 – Rio de Janeiro, 30 settembre 1999), è stato un calciatore brasiliano, di ruolo portiere.

## Caratteristiche tecniche
Giocava come portiere, anche a causa della sua statura considerevole (più di un metro e novanta).

## Carriera

### Club
Fece il suo esordio tra i professionisti con la maglia del Botafogo; rimase poi con la compagine di Rio per otto stagioni, divenendone presto il titolare. Fu il portiere del campionato Carioca del 1948, risultato che gli fece guadagnare la convocazione in Nazionale. Nel 1950 ebbe una breve esperienza all'Ypiranga, mentre nel 1951 si accasò al Bangu, ove rimase fino all'anno seguente. Nel 1953 difese i pali del Vasco da Gama e nel 1954 quelli del Bahia, con cui vinse il titolo statale. Trasferitosi allo Sport di Recife nel 1955, vi rimase fino al 1959, concludendo l'esperienza dopo tre titoli dello Stato di Pernambuco conquistati. Nel 1960 si ritirò definitivamente dopo aver giocato con il Canto do Rio di Niterói.

### Nazionale
Debuttò con la maglia della Nazionale brasiliana il 17 aprile 1949 nel 5-0 contro la Colombia, incontro valevole per il Sudamericano de Selecciones. La sua seconda partita fu il 3-0 contro i padroni di casa del Cile durante il Campionato Panamericano. In entrambe le occasioni subentrò al portiere titolare: nella prima a Barbosa e nella seconda a Castilho.

## Palmarès

### Club

#### Competizioni nazionali
- Campionato Carioca: 1

Botafogo: 1948
- Campionato Baiano: 1

Bahia: 1954
- Campionato Pernambucano: 3

Sport: 1955, 1956, 1958

### Nazionale
- Campeonato Sudamericano de Football: 1

Brasile 1949
- Campionato Panamericano: 1

1952